# Troubadour Blues
Troubadour Blues ist ein Dokumentarfilm über die Singer-Songwriter Amerikas. Der Filmemacher Tom Weber verbrachte fast zehn Jahre mit der Recherche und den Dreharbeiten zu dieser Dokumentation. Dabei fuhr er tausende Kilometer, um die Künstler bei Live-Gigs zu erleben, mit ihnen Interviews zu führen und sie in informellen Situationen anzutreffen.
Tom Weber, Absolvent der Harvard-Abschlussklasse von 1972, stieß eher zufällig auf das Thema Singer-Songwriter. Während seiner Zeit in Cambridge, Massachusetts begegnete er ihnen regelmäßig in Coffeeshops oder auch an Orten, die Singer-Songwriter beherbergen. Herzstück des Films ist die Geschichte des Folksängers Peter Case. Durch den Kontakt mit Case entstanden Zug um Zug weitere Kontakte – zu Chris Smither, Dave Alvin, Mary Gauthier, Slaid Cleaves, Garrison Starr, Amy Speace, Ray Wylie Hubbard und einigen anderen. Das im Film dokumentierte Material umfasst einen Zeitraum von rund zehn Jahren. Während dieser Zeit fuhr Weber mit den Musikern zu Auftrittsorten, interviewte sie und filmte einzelne Auftritte. Die dabei gezeigte Musik wird auf unterschiedliche Weise dargeboten. Ein Großteil der Konzertaufnahmen sind Einzelkonzerte im Folk-geprägten Singer-Songwriter-Stil. Einige Beteiligte wie etwa Dave Alvin und Amy Speace sind jedoch auch mit Rockmusik-typischer Bandbegleitung zu sehen.
Typisch für den Film sind die stetigen Wechsel von einem Auftrittsort zum nächsten. So zeigt der Film unterschiedliche, quer über die USA verstreute Lokalitäten – etwa Jorma Kaukonens Fur Peace Ranch im Süden von Ohio, das Aufnahmestudio von Plan 9 Record Store in Richmond, Virginia, McCabes Guitar Shop in Santa Monica, Kalifornien sowie Orte wie Chapel Hill in North Carolina, Charlottesville in Virginia oder Fall River in Massachusetts. Unterschiedlich gestalteten sich auch die Übernachtungsmöglichkeiten. So zeigt der Film Unterkünfte in Gästezimmern von Privatwohnungen ebenso wie Übernachtungen in billigen Motels. Im Verlauf des Films zieht Weber Parallelen zwischen den porträtierten Musikern und mittelalterlichen Minnesängern, die Nachrichten von Dorf zu Dorf brachten sowie den umherreisenden Blues- und Folksängern aus der ersten Hälfte des 20. Jahrhunderts.
Die Vorfinanzierung des Films sowie das Mastering der gefilmten Live-Aufnahmen finanzierte Weber über eine Crowdfunding-Kampagne auf der Plattform Kickstarter. Die Premiere des Films fand am 14. Oktober 2011 auf dem Buffalo International Film Festival statt. Der Vertrieb erfolgte vorwiegend in Eigenregie.
Vor seinem Dokumentarfilm hatte Tom Weber bereits 1998 ein Buch zu einem musikalischen Thema veröffentlicht: Island Reggae, ein Titel über die jamaikanische Reggae-Kultur.